# Șuberec
Șuberecul este un tip de plăcintă în formă de semicerc, umplută cu carne tocată, bogat condimentată, și ceapă tocată fin. Plăcinta este prăjită în baie de ulei, având textura la exterior asemănătoare cu cea a unei scovergi sau a unui langoș.
Șuberecul provine din bucătăria tătarilor crimeeni și este populară ca gustare și mâncare de stradă în Caucaz, Asia de Vest, Asia Centrală, Țările Baltice, România, Rusia, Turcia, Ucraina. Ca parte a bucătăriei românești, face parte din specificul local al Dobrogei.

## Preparare
Un șuberec este un börek de formă semicirculară, umplut cu un strat subțire de carne tocată de vită sau de miel care a fost condimentată cu ceapă măcinată și piper negru. Carnea este așezată într-un strat suficient de subțire pentru a se găti complet atunci când plăcinta este prăjită în baie de ulei de floarea-soarelui sau de porumb. Aluatul, făcut din făină, sare și apă, este moale și maleabil, dar nu lipicios. Aluatul se separă în biluțe mici și fiecare se întinde cu ajutorul unui făcăleț subțire. Se adaugă făină suplimentară doar dacă este necesar pentru a împiedica aluatul să se lipească.

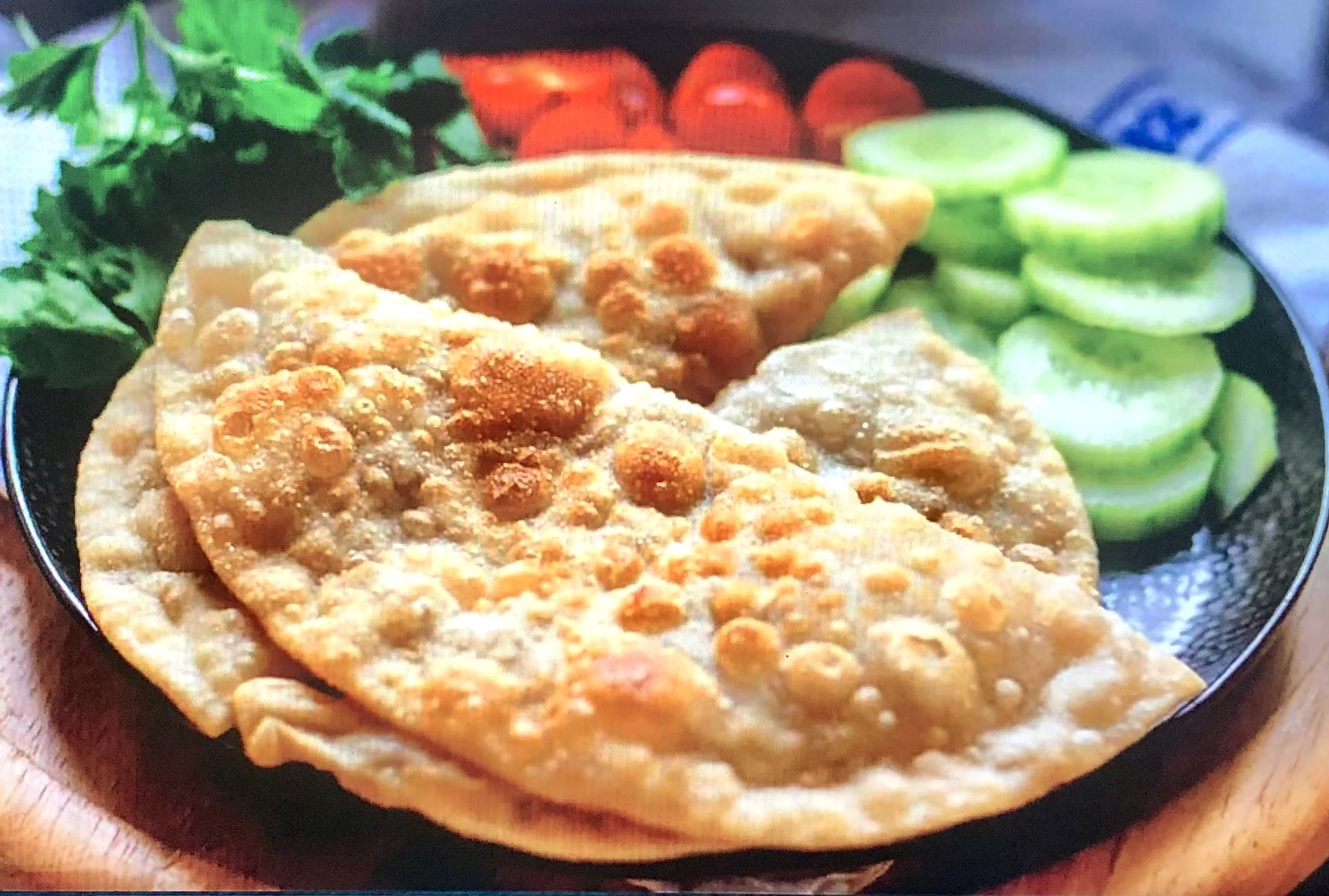
Exemplu de servire a șuberecului
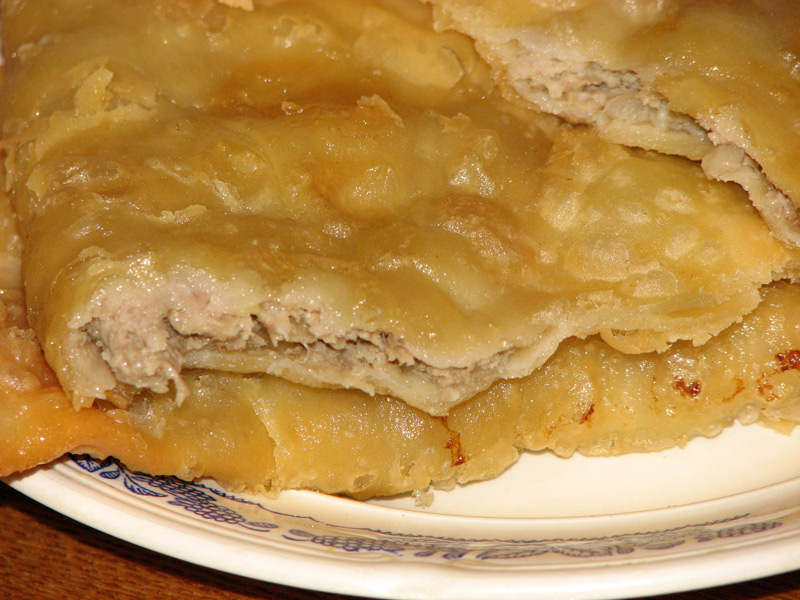
Interiorul unui șuberec